# Manfred Jonischkies
Manfred Jonischkies (* 3. November 1942 in Stettin) ist ein ehemaliger Offizier der Nationalen Volksarmee der Deutschen Demokratischen Republik. Zuletzt hatte er den Dienstgrad eines Generalmajors inne. 

## Militärische Laufbahn
Nach seinem Abitur trat Manfred Jonischkies am 30. September 1961 als Freiwilligenbewerber in die NVA ein. Dort war er zunächst von 1961 bis 1965 Offiziersschüler an der Infanterieschule II, später an der Offiziershochschule der Landstreitkräfte „Ernst Thälmann“. 1964 trat er der SED bei. 
Nach erfolgreichem Abschluss der Offiziersschule und der Ernennung zum Offizier der NVA folgte von 1965 bis 1970 seine ersten Truppenverwendungen als Zugführer und später Kompaniechef des motorisierten Schützen-Regiments 28. 1970 folgte ein Aufenthalt an einer Militärakademie in der Sowjetunion. Nach seiner Rückkehr 1973 war er bis 1976 Stellvertreter des  Kommandeurs für Ausbildung im motorisierten Schützen-Regiment 27 und anschließend bis 1978 Regimentskommandeur. Von 1978 bis 1980 war Jonischkies Stellvertreter des Kommandeurs für Ausbildung der 1. motorisierten Schützendivision. Von 1980 bis 1982 besuchte er die Generalstabsakademie in der Sowjetunion, um anschließend Stellvertreter des Kommandeurs und Stabschef der 8. motorisierten Schützendivision zu werden. Diese Position hielt er bis 1986 inne, um anschließend bis zum August 1990 Kommandeur dieser Division zu sein. Vom 15. September bis 2. Oktober 1990, dem Tag seiner Entlassung, war er Chef des Militärbezirks V. 
Zuvor war er am 7. Oktober 1988 zum Generalmajor ernannt worden. Jonischkies ist Träger des Kampfordens „Für Verdienste um Volk und Vaterland“ in Bronze sowie diverser anderer Orden und Ehrenzeichen.
Nach 1990 arbeitete er bis zur Rente in einem großen Versicherungsunternehmen.